# 布達島

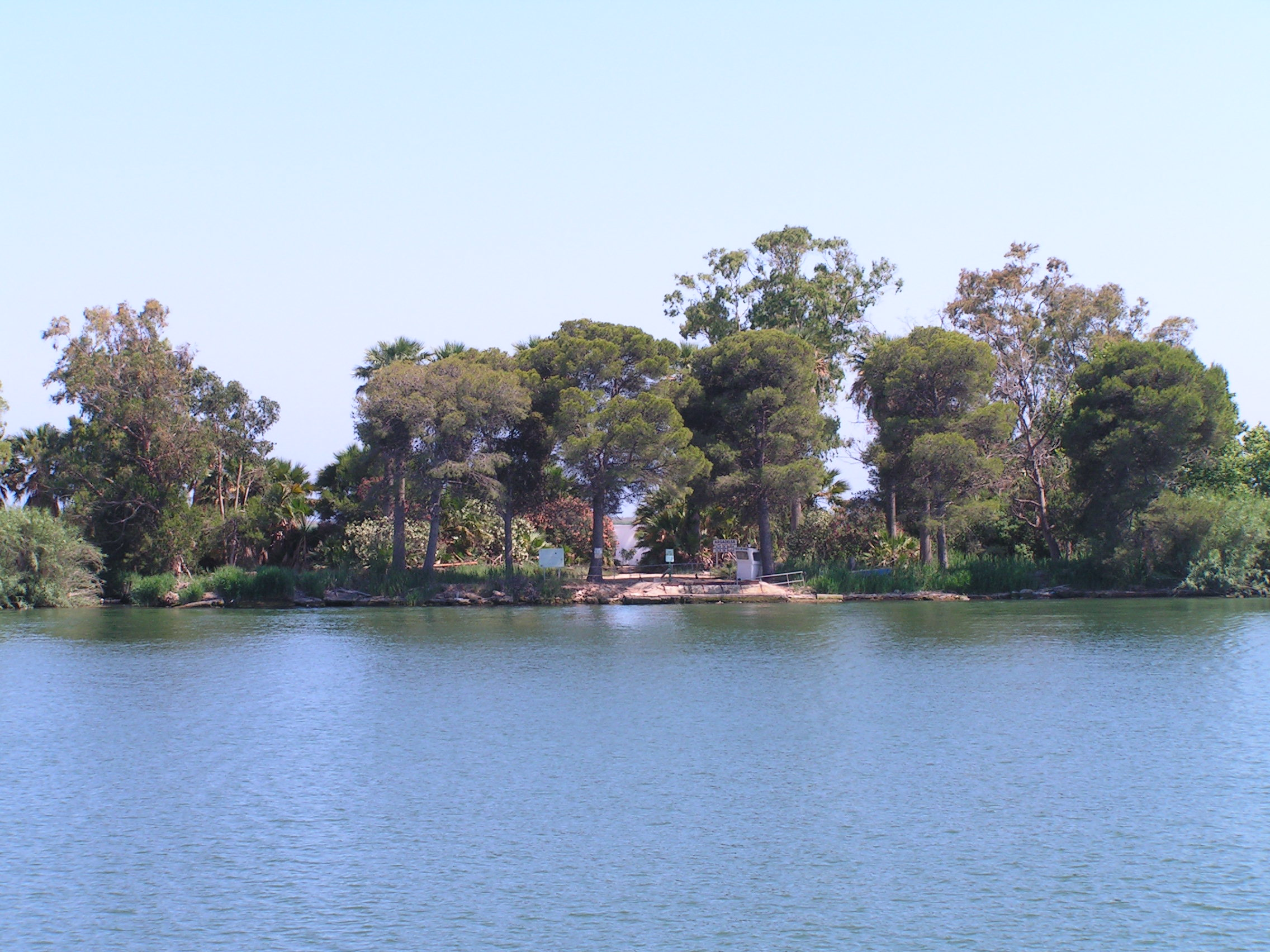

布達島，是西班牙的島嶼，位於加泰羅尼亞的塔拉戈納省，由桑特豪梅登韋哈管轄，長6公里，面積12.31平方公里，1950年代人口增至約200人。